# 秋田市立明徳小学校
秋田市立明徳小学校（あきたしりつめいとくしょうがっこう）は、秋田県秋田市千秋公園に所在する公立小学校。

## 沿革

### 経緯
文政4年（1821年）に私塾四如堂を創設したのが明徳小学校の起源である。

### 年表
- 1821年（文政4年） - 明徳館文学の黒沢四如(重巽、1783－1852)、私塾四如堂を手形新町下丁の(手形新栄町)自宅内に創設する。黒沢は出羽久保田藩の儒者・金岳陽（山本北山門下）らに学んだ儒者で、藩校・明徳館の教授を経て文学（学長）を務めた。[2]
- 1851年（嘉永3年） - 第2代堂主、明徳館文学平元謹斎(重徳、1810－1876)、四如堂を手形谷地町上丁の自宅内に移転。
- 1868年（慶応4年・明治元年） - 第3代堂主、明徳館文学西宮端斎(藤長、1825-1895)、手形新町下丁(新栄町)自宅内に四如堂を移転。
- 1872年（明治5年） - 学制発布（教育制度ができる）
- 1874年（明治7年） - 教育令改正により四如堂を廃止し、公立東郭学校を設立、手形新町下丁に移転する。移転後拡張し、約6カ年続いた。
- 1880年（明治13年） - 教育令改正により四如堂の再興を図る。手形郷一同協議し、東郭学校を閉鎖する。
- 1881年（明治14年） - 三度教育令改正により、四如堂に変わり公立香雲学校を設立する。見物敷地一切を使用。
- 1883年（明治16年） - 4月28日 : 香雲学校、中通郷の仰高学校を併合し、公立明徳小学校を設立、土手谷地町佐竹大和邸跡に新築する。新校舎は洋風二階建。窓にはガラスを用い、当時は大変珍しいものであった。
- 1888年（明治21年）10月 - 文部大臣森有礼臨校。
- 1896年（明治29年） - 校地を現県民会館の所に移転する。
- 1897年（明治30年）
  - 4月 - 学区改正のため旭小学校の77人を本校に編入する。
  - 10月 - 新川砂原で秋季運動会実施
- 1902年（明治35年） - 校地を現市立図書館に移転する。
- 1905年（明治38年）11月2日 - 新校舎落成。県知事、市長他約200人参加する。
- 1906年（明治39年）4月1日 - 明徳尋常高等小学校となる。
- 1908年（明治41年）
  - 日付不明 - 校舎を増築する(講堂・その他)
  - 10月 - 5年生、6年生の男子有志、岩見三内へ一泊旅行。その他の学年も新屋まで遠足。
- 1909年（明治42年）9月1日 - 秋田県師範学校代用附属小学校と改称される。
- 1910年（明治43年）9月5日 - この日と翌日の2日間、洪水のため臨時休校とする。
- 1911年（明治44年）
  - 日付不明 - 手形・根小屋町・通町・川反を通学区とする。
  - 9月6日 - 全校遠足 1学年 手形 2学年 新屋 3学年 土崎 4・5学年 三倉鼻 6学年 神宮寺
- 1912年（明治45年・大正元年）
  - 日付不明 - 1・2・3学期制。教生が就任し実習にあたる。
  - 2月 - 秋田市教育研究会を開く。
  - 4月1日 - 秋田県師範学校第一代用附属小学校と改称される。
  - 10月1日 - 佐竹義春が知事、市長と来校。
- 1919年（大正8年）5月 - 秋田市小学校連合運動会を催す。
- 1921年（大正10年） - 記念館で学芸会を行い、2000人を超す保護者や地域の方々が参観する。
- 1922年（大正11年）10月30日 - 市内小学校連合運動会で｢桃の歌｣で応援した。
- 1924年（大正13年）1月14日 - この日から1月18日まで、授業研究会を公開。
- 1926年（大正15年） 4月 - 夜間中学校校内に開設。
- 1929年（昭和4年）2月11日 - 校旗樹立。
- 1932年（昭和7年）2月11日 - 校歌制定。
- 1933年（昭和8年）
  - 3月 - 代用附属解消となる。
  - 日付不明 - 創立50周年記念式典を挙行する。
- 1936年（昭和11年）4月 - 尋常小学校となる。
- 1938年（昭和13年） - 保護者による体育後援会が結成される。
- 1940年（昭和15年）2月 - 市理科研究会開催する。
- 1941年（昭和16年）
  - 4月1日 - 明徳国民学校になる。
  - 10月 - 八橋運動場において市内国民学校連合体育大会開催。
- 1942年（昭和17年）5月 - 全校児童寒風摩擦実施する。
- 1943年（昭和18年）
  - 9月28日 - 創立60周年式典挙行。
  - 日付不明 - 平田篤胤像を作る。｢明徳之誉｣刊行。
  - 日付不明 - 秋田師範学校附属国民学校となる。
- 1945年（昭和20年）
  - 5月 - 山菜七百貫採取する。
  - 10月 - 両附属合同研究会
- 1946年（昭和21年） - 6・3制の教育制度が作られた。
  - 5月1日 - 久保田中学校併設。
  - 日付不明 - 中通と2部授業を行う。占領軍の強制的な指導の下で、戦時色一掃を強いられた。また、物資が不足し、学用品にも困る。
- 1948年（昭和23年）
  - 日付不明 - モロニー命によりPTAを設立する。
  - 3月 - 週五日制を実施。
  - 日付不明 - 地域子供会が結成される。（千秋子ども会を先頭に全県下にさきがけて自主的な活動を始めた）
- 1950年（昭和25年） - 秋田師範学校附属小学校解消となる。
- 1951年（昭和26年）11月 - ブランコ新設。
- 1952年（昭和27年）10月 - 改装工事着工。
- 1953年10月 - ｢希望と像｣を前庭に建像。
- 1954年（昭和29年）8月 - 作文教育大会会場。
- 1955年（昭和30年）5月 - 全県図工、国語教育研究会会場。
- 1956年（昭和31年）5月 - 給食調理室完工。機会五種設置。
- 1957年（昭和32年）
  - 10月 - 改築工事完了。
  - 日付不明 - 学校給食優良校として文部大臣表彰を受ける。
- 1958年（昭和33年）10月 - 秋田市教育委員会指定学習指導実験学校公開。(算･国･社)
- 1962年（昭和37年）10月 - 放送教育研究会東北大会主会場となり、授業を公開する。
- 1963年（昭和38年）9月28日 - 創立80周年記念式典挙行。
- 1973年（昭和48年）10月 - 創立90周年記念式典挙行し、記念事業実施。
- 1977年（昭和52年）
  - 4月 - 東小学校開校により、児童269名転出。
  - 11月 - 明徳小学校教育後援会設立。
- 1979年（昭和54年）6月 - 新グラウンドが完成し、記念大運動会開催。
- 1981年（昭和56年）
  - 4月 - 明徳小学校同窓会設立。
  - 7月 - 現在地に新校舎が完成し、移転。
  - 11月 - 校舎改築落成記念式典挙行。
- 1983年（昭和58年）4月 - 創立100周年記念式典挙行し、記念事業実施。
- 1989年（平成元年）7月 - プールが完成し、よろこびの会開催。
- 1993年（平成5年）
  - 10月 - 旧校旗に代わり、新校旗新調。
  - 11月 - 創立110周年記念式典挙行し、記念事業実施。
- 1998年（平成10年）10月 - 中通小学校と『千秋公園マラソン大会』を行う。
- 2003年（平成15年）11月 - 創立120周年記念式典挙行し、記念事業実施。
- 2007年（平成19年）9月 - 秋田わか杉国体開会式に、ヤートセ部と音楽部が参加。
- 2013年（平成25年）11月 - 創立130周年記念式典挙行し、記念事業実施。
- 2020年（令和2年）2月 - 体育館改築完成。

## 教育目標
強く 正しく 明るく

## 校章の由来
1929年（昭和4年）2月11日に、桃の地に「5本骨、3個の日の丸の扇」の中央に明徳の「明」の文字を入れた校旗が樹立された。5本骨の日の丸の扇は、源家にゆかりの深い藩主佐竹公の家紋であり、3本の扇によってそれぞれ、知・徳・体を表徴し、“強く、正しく、明るく”の明徳精神を表している。

## 学校行事
| - 4月 始業式・入学式 - 5月 - 6月 校外学習 | - 7月 - 8月 - 9月 明徳まつり | - 10月 前期終業式・後期始業式 - 11月 - 12月 | - 1月 - 2月 - 3月 卒業式・終業式 |

## 通学区域
- 秋田市
  - 千秋北の丸、千秋久保田町、千秋公園、千秋城下町、千秋中島町、千秋明徳町、千秋矢留町、手形学園町、手形休下町、手形新栄町、手形住吉町、手形田中、手形山崎町、中通二丁目、中通四丁目、中通六丁目

## 進学先中学校
- 秋田市立秋田東中学校
- 秋田大学教育文化学部附属中学校
- 秋田県立秋田南高等学校中等部

## 学校周辺
- 久保田城址
- 秋田市立図書館（きらきらとしょかん）明徳館
- 秋田令和高等学校
  - 校舎は南西側、グラウンドは北側にある。
- 国学館高等学校
- 秋田県立循環器・脳脊髄センター
- JR秋田駅

## 交通
- 秋田中央交通「明徳小学校入口」バス停から、徒歩約445m・約7分。
  - なお、「鷹匠橋」バス停も直線距離では近いが、学校までの道路が無く、大廻りとなる。
- JR東日本秋田新幹線・奥羽本線・羽越本線秋田駅（西口）から、徒歩約1.1km・約17分。

## 著名出身者
- 佐藤周子（放射線医学者）[3]
- 鈴木貴美一（バスケットボールコーチ）